# Lachemilla llanganatensis
Lachemilla llanganatensis är en rosväxtart som beskrevs av Romol.. Lachemilla llanganatensis ingår i släktet Lachemilla och familjen rosväxter. Inga underarter finns listade i Catalogue of Life.